# Comet Lake
Comet Lake è il nome in codice di Intel per il quarto processo di ottimizzazione dei processori a 14 nm che segue Whiskey Lake per i processori mobile low-power e Coffee Lake Refresh per i processori desktop e mobile ad alte prestazioni. Intel ha annunciato la disponibilità di CPU Comet Lake mobile a basso consumo il 21 agosto 2019.

## Cambiamenti di architettura rispetto a Whiskey Lake e Coffee Lake Refresh
Tutte le CPU Comet Lake presentano un PCH aggiornato con un controller CNVio2 con supporto per il Wi-Fi 6
Differenze tra Comet Lake-S e Coffee Lake-S Refresh
- CPU fino a 10 Core
- Hyperthreading su tutti i modelli, eccetto i Celeron
- Turbo boost per single core fino a 5,3 GHz (300 MHz in più); turbo boost all-core fino a 4,9 GHz;Thermal Velocity Boost per il Core i9; Turbo Boost Max 3.0 per i Core i7 ed i9
- Supporto per le memorie DDR4-2933 sui Core i7 e i9; DDR4-2666 per i Core i3 e i5, Pentium Gold e Celeron
- Chipset serie 400 basati sul socket LGA 1200

Differenze tra Comet Lake-H e Coffee Lake-H Refresh
- Frequenze turbo più alte fino a 500 MHz
- Supporto memorie DDR4-2933
- Thermal Velocity Boost per i Core i7 e i9

Differenze tra Comet Lake-U e Whiskey Lake-U
- CPU fino a sei core
- Frequenze turbo più alte fino a 300 MHz
- Supporto memorie DDR4-2666 e LPDDR3-2133

## Elenco dei processori Comet Lake

### Processori Desktop
| Processore   | Modello | Cores (Thread) | CPU clock rate di base | All-Core Turbo | Turbo Boost 2.0 | Turbo Boost Max 3.0 | GPU     | Max iGPU clock rate | Smart cache | TDP   | Memoria supportata                    | Prezzo (EUR) |
| ------------ | ------- | -------------- | ---------------------- | -------------- | --------------- | ------------------- | ------- | ------------------- | ----------- | ----- | ------------------------------------- | ------------ |
| Core i9      | 10900K  | 10 (20)        | 3.7 GHz                | 4.8 GHz        | 5.1 GHz         | 5.2 GHz             | UHD 630 | 1.20 GHz            | 20 MiB      | 125 W | DDR4-2933 dual channel fino a 128 GiB | €413         |
| Core i9      | 10900KF | 10 (20)        | 3.7 GHz                | 4.8 GHz        | 5.1 GHz         | 5.2 GHz             | N.D.    | N.D.                | 20 MiB      | 125 W | DDR4-2933 dual channel fino a 128 GiB | €400         |
| Core i9      | 10910   | 10 (20)        | 3.6 GHz                | 4.7 GHz        | 5.0 GHz         | N.D.                | UHD 630 | 1.20 GHz            | 20 MiB      | 125 W | DDR4-2933 dual channel fino a 128 GiB | OEM          |
| Core i9      | 10900   | 10 (20)        | 2.8 GHz                | 4.5 GHz        | 5.0 GHz         | 5.1 GHz             | UHD 630 | 1.20 GHz            | 20 MiB      | 65 W  | DDR4-2933 dual channel fino a 128 GiB | €371         |
| Core i9      | 10900F  | 10 (20)        | 2.8 GHz                | 4.5 GHz        | 5.0 GHz         | 5.1 GHz             | N.D.    | N.D.                | 20 MiB      | 65 W  | DDR4-2933 dual channel fino a 128 GiB | €358         |
| Core i9      | 10900T  | 10 (20)        | 1.9 GHz                | 3.7 GHz        | 4.5 GHz         | 4.6 GHz             | UHD 630 | 1.20 GHz            | 20 MiB      | 35 W  | DDR4-2933 dual channel fino a 128 GiB | €371         |
| Core i9      | 10850K  | 10 (20)        | 3.6 GHz                | 4.7 GHz        | 5.0 GHz         | 5.1 GHz             | UHD 630 | 1.20 GHz            | 20 MiB      | 125 W | DDR4-2933 dual channel fino a 128 GiB | €384         |
| Core i7      | 10700K  | 8 (16)         | 3.8 GHz                | 4.7 GHz        | 5.0 GHz         | 5.1 GHz             | UHD 630 | 1.20 GHz            | 16 MiB      | 125 W | DDR4-2933 dual channel fino a 128 GiB | €317         |
| Core i7      | 10700KF | 8 (16)         | 3.8 GHz                | 4.7 GHz        | 5.0 GHz         | 5.1 GHz             | N.D.    | N.D.                | 16 MiB      | 125 W | DDR4-2933 dual channel fino a 128 GiB | €295         |
| Core i7      | 10700   | 8 (16)         | 2.9 GHz                | 4.6 GHz        | 4.7 GHz         | 4.8 GHz             | UHD 630 | 1.20 GHz            | 16 MiB      | 65 W  | DDR4-2933 dual channel fino a 128 GiB | €274         |
| Core i7      | 10700F  | 8 (16)         | 2.9 GHz                | 4.6 GHz        | 4.7 GHz         | 4.8 GHz             | N.D.    | N.D.                | 16 MiB      | 65 W  | DDR4-2933 dual channel fino a 128 GiB | €253         |
| Core i7      | 10700T  | 8 (16)         | 2.0 GHz                | 3.7 GHz        | 4.4 GHz         | 4.5 GHz             | UHD 630 | 1.20 GHz            | 16 MiB      | 35 W  | DDR4-2933 dual channel fino a 128 GiB | €275         |
| Core i5      | 10600K  | 6 (12)         | 4.1 GHz                | 4.5 GHz        | 4.8 GHz         | N.D.                | UHD 630 | 1.20 GHz            | 12 MiB      | 125 W | DDR4-2666 dual channel fino a 128 GiB | €222         |
| Core i5      | 10600KF | 6 (12)         | 4.1 GHz                | 4.5 GHz        | 4.8 GHz         | N.D.                | N.D.    | N.D.                | 12 MiB      | 125 W | DDR4-2666 dual channel fino a 128 GiB | €200         |
| Core i5      | 10600   | 6 (12)         | 3.3 GHz                | 4.4 GHz        | 4.8 GHz         | N.D.                | UHD 630 | 1.20 GHz            | 12 MiB      | 65 W  | DDR4-2666 dual channel fino a 128 GiB | €180         |
| Core i5      | 10600T  | 6 (12)         | 2.4 GHz                | 3.7 GHz        | 4.0 GHz         | N.D.                | UHD 630 | 1.20 GHz            | 12 MiB      | 35 W  | DDR4-2666 dual channel fino a 128 GiB | €180         |
| Core i5      | 10500   | 6 (12)         | 3.1 GHz                | 4.2 GHz        | 4.5 GHz         | N.D.                | UHD 630 | 1.15 GHz            | 12 MiB      | 65 W  | DDR4-2666 dual channel fino a 128 GiB | €162         |
| Core i5      | 10500T  | 6 (12)         | 2.3 GHz                | 3.5 GHz        | 3.8 GHz         | N.D.                | UHD 630 | 1.15 GHz            | 12 MiB      | 35 W  | DDR4-2666 dual channel fino a 128 GiB | €162         |
| Core i5      | 10400   | 6 (12)         | 2.9 GHz                | 4.0 GHz        | 4.3 GHz         | N.D.                | UHD 630 | 1.10 GHz            | 12 MiB      | 65 W  | DDR4-2666 dual channel fino a 128 GiB | €154         |
| Core i5      | 10400F  | 6 (12)         | 2.9 GHz                | 4.0 GHz        | 4.3 GHz         | N.D.                | N.D.    | N.D.                | 12 MiB      | 65 W  | DDR4-2666 dual channel fino a 128 GiB | €133         |
| Core i5      | 10400T  | 6 (12)         | 2.0 GHz                | 3.2 GHz        | 3.6 GHz         | N.D.                | UHD 630 | 1.10 GHz            | 12 MiB      | 35 W  | DDR4-2666 dual channel fino a 128 GiB | €154         |
| Core i3      | 10320   | 4 (8)          | 3.8 GHz                | 4.4 GHz        | 4.6 GHz         | N.D.                | UHD 630 | 1.15 GHz            | 8 MiB       | 65 W  | DDR4-2666 dual channel fino a 128 GiB | €130         |
| Core i3      | 10300   | 4 (8)          | 3.7 GHz                | 4.2 GHz        | 4.4 GHz         | N.D.                | UHD 630 | 1.15 GHz            | 8 MiB       | 65 W  | DDR4-2666 dual channel fino a 128 GiB | €121         |
| Core i3      | 10300T  | 4 (8)          | 3.0 GHz                | 3.6 GHz        | 3.9 GHz         | N.D.                | UHD 630 | 1.10 GHz            | 8 MiB       | 35 W  | DDR4-2666 dual channel fino a 128 GiB | €121         |
| Core i3      | 10100   | 4 (8)          | 3.6 GHz                | 4.1 GHz        | 4.3 GHz         | N.D.                | UHD 630 | 1.10 GHz            | 6 MiB       | 65 W  | DDR4-2666 dual channel fino a 128 GiB | €103         |
| Core i3      | 10100T  | 4 (8)          | 3.0 GHz                | 3.5 GHz        | 3.8 GHz         | N.D.                | UHD 630 | 1.10 GHz            | 6 MiB       | 35 W  | DDR4-2666 dual channel fino a 128 GiB | €103         |
| Pentium Gold | G6600   | 2 (4)          | 4.2 GHz                | N.D.           | N.D.            | N.D.                | UHD 630 | 1.10 GHz            | 4 MiB       | 58 W  | DDR4-2666 dual channel fino a 128 GiB | €73          |
| Pentium Gold | G6500   | 2 (4)          | 4.1 GHz                | N.D.           | N.D.            | N.D.                | UHD 630 | 1.10 GHz            | 4 MiB       | 58 W  | DDR4-2666 dual channel fino a 128 GiB | €63          |
| Pentium Gold | G6500T  | 2 (4)          | 3.5 GHz                | N.D.           | N.D.            | N.D.                | UHD 630 | 1.05 GHz            | 4 MiB       | 35 W  | DDR4-2666 dual channel fino a 128 GiB | €63          |
| Pentium Gold | G6400   | 2 (4)          | 4.0 GHz                | N.D.           | N.D.            | N.D.                | UHD 610 | 1.05 GHz            | 4 MiB       | 58 W  | DDR4-2666 dual channel fino a 128 GiB | €54          |
| Pentium Gold | G6400T  | 2 (4)          | 3.4 GHz                | N.D.           | N.D.            | N.D.                | UHD 610 | 1.05 GHz            | 4 MiB       | 35 W  | DDR4-2666 dual channel fino a 128 GiB | €54          |
| Celeron      | G5920   | 2 (2)          | 3.5 GHz                | N.D.           | N.D.            | N.D.                | UHD 610 | 1.05 GHz            | 2 MiB       | 58 W  | DDR4-2666 dual channel fino a 128 GiB | €44          |
| Celeron      | G5900   | 2 (2)          | 3.4 GHz                | N.D.           | N.D.            | N.D.                | UHD 610 | 1.05 GHz            | 2 MiB       | 58 W  | DDR4-2666 dual channel fino a 128 GiB | €35          |
| Celeron      | G5900T  | 2 (2)          | 3.2 GHz                | N.D.           | N.D.            | N.D.                | UHD 610 | 1.00 GHz            | 2 MiB       | 35 W  | DDR4-2666 dual channel fino a 128 GiB | €35          |

### Processori Workstation
Le CPU Comet Lake-W richiedono i chipset W480.
Lo Xeon W-1290 e il W-1290P supportano il Thermal Velocity Boost fino a 5.2 GHz e 5.3 GHz rispettivamente.
| Processore | Modello | Core (Thread) | CPU clock rate di base | All core Turbo 2.0 | Turbo Boost Max 3.0 | GPU      | Smart cache | TDP   | Memoria supportata                         | Prezzo (EUR) |
| ---------- | ------- | ------------- | ---------------------- | ------------------ | ------------------- | -------- | ----------- | ----- | ------------------------------------------ | ------------ |
| Xeon W     | 1290P   | 10 (20)       | 3.7 GHz                | 4.8 GHz            | 5.2 GHz             | UHD P630 | 20 MiB      | 125 W | DDR4-2933 2-channel up to 128 GiB with ECC | €457         |
| Xeon W     | 1290    | 10 (20)       | 3.2 GHz                | 4.6 GHz            | 5.1 GHz             | UHD P630 | 20 MiB      | 80 W  | DDR4-2933 2-channel up to 128 GiB with ECC | €419         |
| Xeon W     | 1290T   | 10 (20)       | 1.9 GHz                | 3.8 GHz            | 4.7 GHz             | UHD P630 | 20 MiB      | 35 W  | DDR4-2933 2-channel up to 128 GiB with ECC | €419         |
| Xeon W     | 1270P   | 8 (16)        | 3.8 GHz                | 4.7 GHz            | 5.1 GHz             | UHD P630 | 16 MiB      | 125 W | DDR4-2933 2-channel up to 128 GiB with ECC | €363         |
| Xeon W     | 1270    | 8 (16)        | 3.4 GHz                | 4.7 GHz            | 5.0 GHz             | UHD P630 | 16 MiB      | 80 W  | DDR4-2933 2-channel up to 128 GiB with ECC | €307         |
| Xeon W     | 1250P   | 6 (12)        | 4.1 GHz                | 4.5 GHz            | N.D.                | UHD P630 | 12 MiB      | 125 W | DDR4-2933 2-channel up to 128 GiB with ECC | €263         |
| Xeon W     | 1250    | 6 (12)        | 3.3 GHz                | 4.4 GHz            | N.D.                | UHD P630 | 12 MiB      | 80 W  | DDR4-2933 2-channel up to 128 GiB with ECC | €216         |

### Processori Mobile

#### Serie H (High power)
Le CPU Core i5 non hanno il Thermal Velocity Boost.
| Processore | Modello | Cores (Thread) | CPU clock rate di base | Frequenza Max. Turbo | GPU     | Massima frequenza GPU | Smart cache | TDP  | TDP  | TDP  | Memoria supportata                | Prezzo (EUR) |
| Processore | Modello | Cores (Thread) | CPU clock rate di base | Frequenza Max. Turbo | GPU     | Massima frequenza GPU | Smart cache | Down | Base | Up   | Memoria supportata                | Prezzo (EUR) |
| ---------- | ------- | -------------- | ---------------------- | -------------------- | ------- | --------------------- | ----------- | ---- | ---- | ---- | --------------------------------- | ------------ |
| Xeon W     | 10885M  | 8 (16)         | 2.4 GHz                | 5.3 GHz              | UHD 630 | 1.25 GHz              | 16 MiB      | 35 W | 45 W | N.D. | DDR4-2933 2-channel up to 128 GiB | €528         |
| Xeon W     | 10855M  | 6 (12)         | 2.8 GHz                | 5.1 GHz              | UHD 630 | 1.20 GHz              | 12 MiB      | 35 W | 45 W | N.D. | DDR4-2933 2-channel up to 128 GiB | €381         |
| Core i9    | 10980HK | 8 (16)         | 2.4 GHz                | 5.3 GHz              | UHD 630 | 1.25 GHz              | 16 MiB      | N.D. | 45 W | 65 W | DDR4-2933 2-channel up to 128 GiB | €494         |
| Core i9    | 10885H  | 8 (16)         | 2.4 GHz                | 5.3 GHz              | UHD 630 | 1.25 GHz              | 16 MiB      | 35 W | 45 W | N.D. | DDR4-2933 2-channel up to 128 GiB | €471         |
| Core i7    | 10875H  | 8 (16)         | 2.3 GHz                | 5.1 GHz              | UHD 630 | 1.20 GHz              | 16 MiB      | 35 W | 45 W | N.D. | DDR4-2933 2-channel up to 128 GiB | €381         |
| Core i7    | 10850H  | 6 (12)         | 2.7 GHz                | 5.1 GHz              | UHD 630 | 1.15 GHz              | 12 MiB      | 35 W | 45 W | N.D. | DDR4-2933 2-channel up to 128 GiB | €335         |
| Core i7    | 10750H  | 6 (12)         | 2.6 GHz                | 5.0 GHz              | UHD 630 | 1.15 GHz              | 12 MiB      | 35 W | 45 W | N.D. | DDR4-2933 2-channel up to 128 GiB | €335         |
| Core i5    | 10400H  | 4 (8)          | 2.6 GHz                | 4.6 GHz              | UHD 630 | 1.10 GHz              | 8 MiB       | 35 W | 45 W | N.D. | DDR4-2933 2-channel up to 128 GiB | €212         |
| Core i5    | 10300H  | 4 (8)          | 2.5 GHz                | 4.5 GHz              | UHD 630 | 1.05 GHz              | 8 MiB       | 35 W | 45 W | N.D. | DDR4-2933 2-channel up to 128 GiB | €212         |

#### Serie U (Medium power)
Le seguenti CPU supportano la tecnologia Intel vPro e memorie di tipo LPDDR4-2933: i5-10310U, i7-10610U, i7-10810U.
Le CPU Pentium e Celeron non supportano le istruzioni AVX2.
| Processore | Modello | Core (Thread) | CPU clock rate di base | Frequenza Max. Turbo | GPU     | Frequenza massima GPU | L3 cache | TDP    | TDP  | TDP  | Memoria supportata    | Prezzo (EUR) |
| Processore | Modello | Core (Thread) | CPU clock rate di base | Frequenza Max. Turbo | GPU     | Frequenza massima GPU | L3 cache | Down   | Base | Up   | Memoria supportata    | Prezzo (EUR) |
| ---------- | ------- | ------------- | ---------------------- | -------------------- | ------- | --------------------- | -------- | ------ | ---- | ---- | --------------------- | ------------ |
| Core i7    | 10810U  | 6 (12)        | 1.1 GHz                | 4.9 GHz              | UHD 620 | 1.15 GHz              | 12 MiB   | 12.5 W | 15 W | 25 W | DDR4-2666 LPDDR3-2133 | €375         |
| Core i7    | 10710U  | 6 (12)        | 1.1 GHz                | 4.7 GHz              | UHD 620 | 1.15 GHz              | 12 MiB   | 12.5 W | 15 W | 25 W | DDR4-2666 LPDDR3-2133 | €375         |
| Core i7    | 10610U  | 4 (8)         | 1.8 GHz                | 4.9 GHz              | UHD 620 | 1.15 GHz              | 8 MiB    | 10 W   | 15 W | 25 W | DDR4-2666 LPDDR3-2133 | €347         |
| Core i7    | 10510U  | 4 (8)         | 1.8 GHz                | 4.9 GHz              | UHD 620 | 1.15 GHz              | 8 MiB    | 10 W   | 15 W | 25 W | DDR4-2666 LPDDR3-2133 | €347         |
| Core i5    | 10310U  | 4 (8)         | 1.7 GHz                | 4.4 GHz              | UHD 620 | 1.15 GHz              | 6 MiB    | 10 W   | 15 W | 25 W | DDR4-2666 LPDDR3-2133 | €252         |
| Core i5    | 10210U  | 4 (8)         | 1.6 GHz                | 4.2 GHz              | UHD 620 | 1.10 GHz              | 6 MiB    | 10 W   | 15 W | 25 W | DDR4-2666 LPDDR3-2133 | €252         |
| Core i3    | 10110U  | 2 (4)         | 2.1 GHz                | 4.1 GHz              | UHD 620 | 1.00 GHz              | 4 MiB    | 10 W   | 15 W | 25 W | DDR4-2666 LPDDR3-2133 | €238         |
| Pentium    | 6405U   | 2 (4)         | 2.4 GHz                | N.D.                 | UHD 610 | 0.95 GHz              | 2 MiB    | 12.5 W | 15 W | N.D. | DDR4-2400 LPDDR3-2133 | €136         |
| Celeron    | 5205U   | 2 (2)         | 1.9 GHz                | N.D.                 | UHD 610 | 0.90 GHz              | 2 MiB    | 12.5 W | 15 W | N.D. | DDR4-2400 LPDDR3-2133 | €90          |